# Joan-Simbaci d'Aní
Joan-Simbaci (en armeni Հովհաննես-Սմբատ Գ) va ser rei d'Armènia a Aní de l'any 1020 al 1040 o 1041. El nou rei era molt gros fins al punt que quasi no es podia moure.
Va succeir al seu pare Gaguik I d'Armènia a Aní i Shirak, Aixots, Anberd, Kaian, Kaiozn, Tavush, i el país dels Sevordiq. La resta es va dividir entre els seus germans Asoci IV el Valent i Abas. Abas va morir o va ser eliminat ràpidament, car ja no torna a aparèixer. Al territori s'hi van establir només dos regnes.

## Primers conflictes
Asoci no va estar d'acord amb el repartiment teritorial, i va demanar una mediació. Jordi I de Geòrgia, per consens, en va ser nomenat. La mediació degué ser efectiva perquè de moment es va arribar un acord. Joan-Simbaci va prendre possessió de la regió d'Aní (Shirak), i Asoci de les regions més properes a Pèrsia i Geòrgia (Gugarq). Tanmateix, aviat van esclatar noves discòrdies i Asoci va amenaçar la ciutat d'Aní i va establir una aliança amb el rei de Baspracània, Senaquirim-Joan. Va obtenir soldats de Baspracània i diners del Califat i va assetjar Aní, però el rei, immobilitzat pel pes, va ordenar una lleva general i tot el país es va mobilitzar contra el pretendent. Asoci va guanyar la batalla però no va poder prendre la ciutat. Amb una nova mediació, aquesta vegada del patriarca Petros, es va tornar a establir la pau. Asoci va obtenir també el títol de rei i governaria sobre tot Armènia, menys Aní, on seria rei Joan-Simbaci.
Per una discussió sobre la possessió de Shatik al Djakatq, que Joan es va apropiar i que segons la primera mediació de Jordi I havia estat atribuït a Asoci, el rei de Geòrgia, per fer valer la seva decisió, va atacar el rei d'Aní als voltants de l'any 1021. El rei va ser fet presoner i les esglésies armènies d'Aní saquejades. Per ser alliberat Joan-Simbaci va haver de cedir tres districtes fronterers amb Geòrgia.

## Intervenció de l'Imperi Romà d'Orient
Aviat els nobles es van revoltar contra Asoci que va fugir a Constantinoble. L'emperador romà d'Orient Basili II Bulgaròcton li va deixar soldats amb els que va poder vèncer i expropiar a tots els nakharark hostils. Asoci va preparar un atemptat contra el rei però Apirat Pahlavuni, quant anava a portar-lo a terme, va tenir pietat del rei caigut en un parany i el va alliberar. Apirat, home de confiança d'Asoci, es va haver de retirar a Dvin amb l'emir xaddàdida Abul Uswar de Dvin i Gandja, que algun temps després el va fer matar. Els seus fills Abdeljahap i Vasaces van ser salvats pell lloctinent Sari i portats a Aní, on el rei els va tornar els feus hereditaris del seu pare al districte de Nig.
L'any 1018 l'emperador Basili II, acabada la conquesta de Bulgària, va començar a reforçar Teodosiòpolis (Karin). L'emperador es va desplaçar a aquell territori la primavera del 1021 i va arribar a Malazgird i després a Karin, per atacar Jordi I de Geòrgia. Com que Jordi no es va presentar, Basili va assolar el Bassèn. Jordi va fer incendiar Olti i no va presentar batalla però finalment va ser atrapat i va haver de combatre prop del llac Palakatsis (Tshaldir-gol), batalla que els romans d'Orient van guanyar. Jordi es va retirar a fortaleses d'Abkhàzia i Basili va fer devastar 12 districtes sense cap resultat. Va travessar el Kura (georgià Mtkvari) i va entrar al Akhaltzikhe. Jordi va recular cap a Djavakètia, i allí va arribar l'emperador, i va recular més encara fins a Trialèthia. Amb reforços de Kakhètia, Herècia i dels tsanars i shakians (la gent de Shake) va poder refer el seu exèrcit però no va presentar batalla.
Basili, en acostar-se l'hivern, es va retirar cap al Pont i va passar l'hivern a Trebisonda al tema de Càldia. Per el mateix temps Armènia va patir l'atac dels dailemites o musafírides, i el gran sparapet Vasaces Pahlavuní (fill d'Apirat) i el seu fill Gregori (més tard conegut com a Gregori el Mestre) els van fer front al districte de Nig. El pare, avançat amb poques forces, va escapar ferit de la lluita i va ser mort per un malefactor quan descansava de camí de retorn a les seves línies.
Després del que havia passat a Geòrgia, i coneguda la incorporació a l'imperi de Baspracània (1021), el rei va témer que el seu regne fos ocupat en pocs mesos. Va enviar un ambaixador a Trebisonda, on passava l'hivern l'emperador, l'any 1022, que era el patriarca Petros Getadartz. L'ambaixador va oferir en nom del rei, que no tenia fills (un nen de pocs anys havia mort), a l'emperador fer-lo hereu del regne d'Aní i Shirak. Joan-Simbaci va ser nomenat mestre i li va ser concedit el títol imperial vitalici d'arcont d'Aní i de la Gran Armènia. El patriarca després de la seva missió no va tornar a Aní i es va establir al regne de Sebaste, continuador del de Baspracània. Va viatjar breument a Aní el 1025 i el 1029 i el 1030 es va establir a territori romà d'Orient a l'antiga Baspracània.
Després d'aquest èxits diplomàtics l'emperador va iniciar la segona campanya contra Geòrgia. Jordi va iniciar negociacions però al mateix temps conspirava amb dos generals rebels, Nicèfor Focas i Xiphias. Quan Basili es va assabentar de la rebel·lió dels dos generals es va tancar a la fortalesa de Mazdat a les fonts de l'Araxes. Tanmateix, Nicèfor va morir a mans de l'hereu de Baspracània, David, que rebutjava entrar al seu servei (o segons les fonts romanes d'Orient a mans de Xiphias) i així Basili va poder seguir la campanya. El patrici Phers, còmplice de Nicèfor Focas, va ser capturat al nord-est del districte de Bassèn i executat. Basili va enviar un ultimàtum al rei de Geòrgia que aquest va refusar. Un missatge personal portat per Zakaria, bisbe de Vagharxapat, finalment va convèncer a Jordi que va accedir a renunciar als seus drets al curopalatinat de Tao (Georgia), però quan el bisbe anava a partir cap al campament imperial el rei georgià li va prendre la carta. Quan Zakaria va retornar va ser deportat pel seu fracàs, i se li va tallar la llengua. Jordi va enviar al eristhavi Zviad al Bassèn, per reocupar el país i al mateix temps negociar, i va marxar al seu darrere amb l'exèrcit per si calia combatre. I va caldre perquè es van trobar a Shelpa i els georgians, sense ordres precises, van atacar els romans d'Orient. Els grecs van obtenir una victòria total. Jordi va demanar la pau i va acceptar totes les condiciones de Basili inclosa la cessió de fortaleses. Tanmateix va deixar com a ostatge al seu fill, el futur Bagrat IV de Geòrgia (1027-1072). Des d'allí Basili va passar cap a l'Azerbaidjan travessant Armènia. L'emir d'Her va ser el primer en sofrir els seus atacs però el setge de la capital es va produir a l'hivern que va ser extremament fred i feia impossible les operacions. Basili, després de rebre una submissió nominal de l'emir, va decidir retirar-se l'any 1023.
Basili II va morir el 13 de desembre de 1025. El 1026 els romans d'Orient encapçalats per Nicèfor Comnè, catepà de Baspracània, van ocupar Ardjesh, possessió dels marwànides i tot el seu territori, entre els anys 1023 i 1026). Nicèfor Comnè va ser descobert conspirant amb el rei Jordi de Geòrgia contra l'emperador Constantí VIII, i destituït i cegat. L'any 1034 el catepà Constantí Kabasilas va ocupar Berkri al musafírida Abul Haidja ben Rabib al-Dawla, nebot de Wahsudan ben Mamlan de l'Azerbaidjan. El nou governador romà d'Orient, Gantzi, va deixar la ciutat desguarnida per uns dies ja que havia d'anar a buscar farratge pels animals. i un presoner de la ciutat, un antic cap militar de nom Kehtrik o Alim, va fer saber als musafírides que estava sense protecció. La ciutat va ser ocupada per sorpresa i Gantzi va morir. Un exèrcit enviat el 1035 sota comandament del patrici Nicetes Pegonites, va recuperar la ciutat que els defensors van lliurar a canvi de poder sortir sans i estalvis. Mentrestant, el catepà romà d'Orient de Samòsata, Jordi Maniaces, va sorprendre els àrabs a Edessa (1030) i es va apoderar d'aquesta ciutat. Els emirs de Mayyafariquin i d'Alep el van assetjar però va aconseguir de resistir (1031). Després, l'any 1036. els àrabs numaírites van atacar la ciutat però van ser rebutjats. A Edessa es van establir milers d'armenis que en 50 anys van es van convertir en majoria a la ciutat.
Atacat el rei de Lorí per l'emir Abul Uwar de Dvin vers el 1030, va demanar ajut a Joan-Simbaci. Va enviar tres mil homes que van contribuir a la victòria.
L'any 1034 el rei va demanar al patriarca Petros de tornar a Aní i quan va tornar el va fer empresonar durant un any i mig. El seu rival Dioskoros va ser nomenat patriarca (1036). Alguns clergues van excomunicar al rei i tots van demanar l'alliberament i restabliment de Petros. Finalment Hovseph d'Aghuània va obtenir del rei la llibertat de Petros i els dos homes es van reconciliar. L'any 1038 es va convocar un sínode que va declarar deposat a Dioskoros i va restablir a Petros.

## Mort i successió
L'any 1039 o a començaments del 1040 va morir el seu germà Asoci IV el Valent. Joan-Simbaci el va seguir uns mesos després el mateix 1040 o potser el 1041. La successió va recaure en el fill d'Asoci, Gaguik II que ja havia succeït al seu pare en la possessió de la meitat del Shirak, i que només tenia 15 anys. Tanmateix, el testament del rei establia que el regne havia de passar a l'Imperi Romà d'Orient, reclamació que immediatament va fer l'emperador Miquel IV el Paflagoni.